# Кон (гимнастика)
Вижте пояснителната страница за други значения на Кон.
Конят е гимнастически уред в спортната гимнастика. Упражненията на кон влизат в програмата на състезанията при мъжете.

## Видове
- Конят без гривни се използва за прескок и за упражнения, включително за състезания.
- Конят с гривни е гимнастически уред и дисциплина в спортната гимнастика.

## Описание
Височината на коня е 115 cm, дължината – 160 cm, ширината – 35 cm, височината на гривните – 12 cm, а разстоянието между тях – от 40 до 45 cm. Височината може да се регулира. Материалите, от които се изработва, са метал, дърво, дунапрен и кожа. При съревнования се изпълняват различни задължителни фигури.